# اس‌اس ساروس
اس‌اس ساروس (به انگلیسی: SS Saros) یک کشتی بود که طول آن ۳۵۰٫۱ فوت (۱۰۶٫۷ متر) بود.